# Avalanchurus lennoni
Avalanchurus lennoni (лат.) — вид трилобитов рода Avalanchurus из отряда Phacopida, живших во времена силурийского периода (Wenlock — Ludlow Epoch, около 430 млн лет; Avalanche Lake, горы Маккензи, Северо-Западные территории, Канада). Назван в честь британского музыканта Джона Леннона, члена группы The Beatles.

## Описание
Глабель несёт 30—50 бугорков. Кранидиум (глабель+фиксиген) субтреугольной формы, длиной в 50—60 % своей ширины. Длина глабели составляет 110—115 процентов ширины L4; L1 иногда бугорчатый абаксиально; II-1 лишь слабо смещен абаксиально от I-1; несколько бугорков на неподвижном поле расположены абаксиально по отношению к глазу; глазная доля короткая; грудное рахиальное кольцо со сглаженным поперечным рядом бугорков; передняя полоса грудной плевры несет грубые гранулы между передним фланцем и плевральной бороздой; длина пигидия составляет около 65 процентов ширины, обычно с 92 плевральными кольцами и 12 рахиальными кольцами; мелкие бугорки разбросаны вдоль колец. Кранидиальные переднебоковые края слабо выпуклые наружу, передний край субугловатый.

## Классификация
Вид был впервые описан в 1993 году канадскими палеонтологами Грегори Эджкомб и Брайан Чаттертон (Альбертский университет, Эдмонтон, Канада) в составе подрода Avalanchurus рода Struszia семейства †Encrinuridae из отряда факопиды. В 1997 году подрод был установлен на уровне отдельного рода и вид получил новое именование.